# 張慶長
張慶長（?—?），南皮人，清朝政治人物。进士出身。
乾隆十六年（1751年）辛未科進士。乾隆二十二年（1757年），擔任清朝廣州府南海縣知縣。后由圖爾兵阿接任。